# Asfaltfræser
En asfaltfræser er en maskine der kan skrælle et lag af en belægning, enten for at sænke højden inden ny asfalt lægges på, eller for at fjerne toppe af asfalt, typisk på stoppesteder og inden lyskryds med meget tung trafik.
Maskinen er enten ophængt bag på en traktor og drevet af traktorens kraftudtag, elle den mere avancerede model er selvkørende med hjul eller larvebælter der kan højdejusteres individuelt for at få den rigtige hældning på fladen.
De fleste fræsere fungerer ved at en cylinder (valse) med takker på kører rundt og flår små stykker af belægningen. Det afrevne materiale kaldes asfaltfræs. Visse maskiner samler fræset op og kan med et transportbånd læsse det direkte på en lastbil.
Asfaltfræset recirkuleres som regel, enten i ny asfalt, som toplag på grusveje og -pladser eller som fyld i genbrugsstabil.